# Acentronura gracilissima

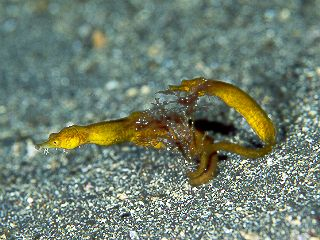
Pareja de Acentronura gracilissima a 25 m, en Izu Oshima, Japón, 1999

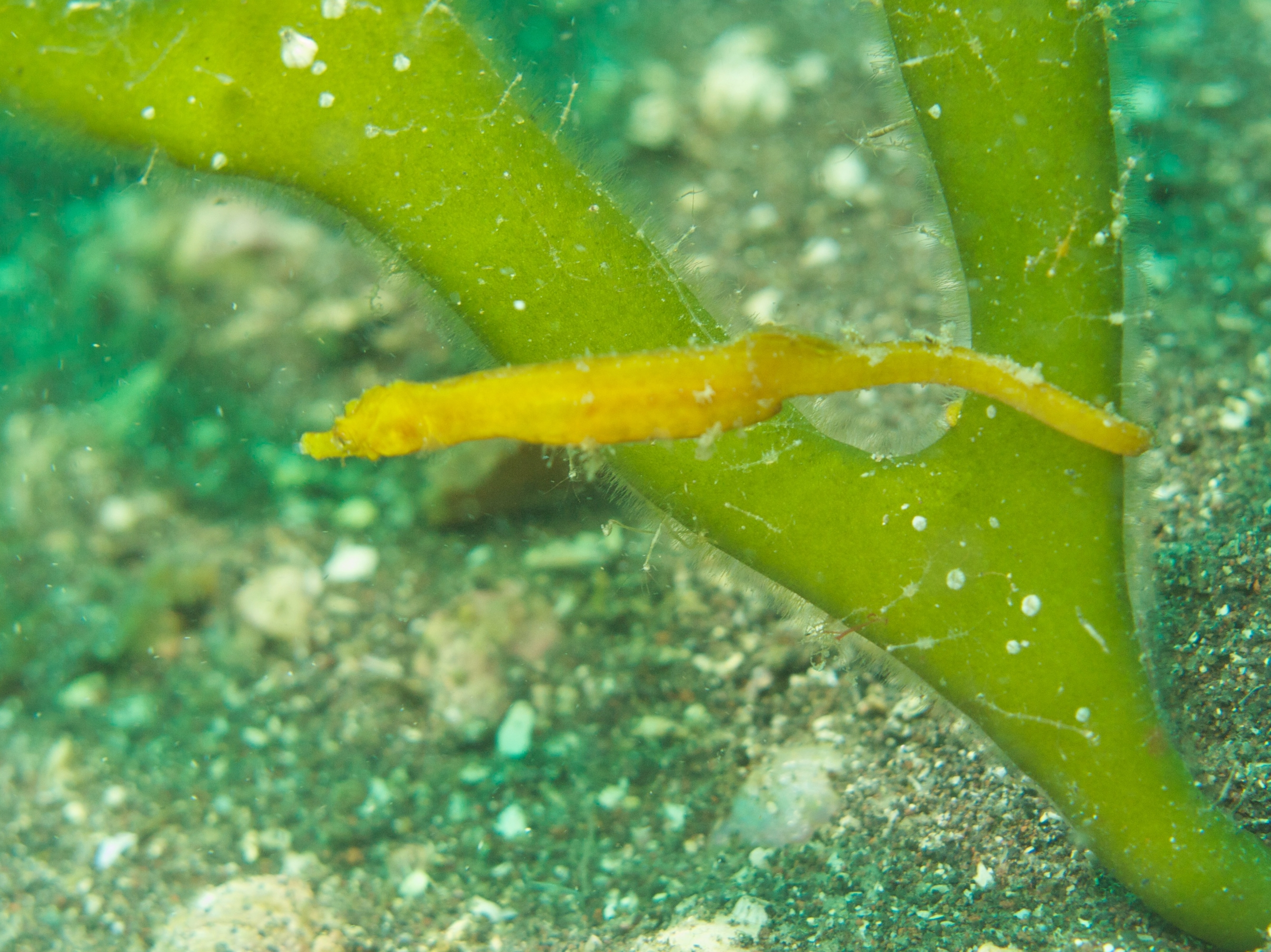
A. gracilissima en Izu, Japón

Acentronura gracilissima es una especie de pez de la familia Syngnathidae en el orden de los Syngnathiformes.

## Morfología
Poseen 16 radios blandos dorsales y de 14-17 radios blandos pectorales. Los anillos del cuerpo son 13+44-46.

## Reproducción
Es ovovivíparo y el macho transporta los huevos en una bolsa ventral, la cual se encuentra debajo de la cola.

## Alimentación
Se alimenta de pequeños cangrejos bénticos y de larvas y huevos de peces.

## Hábitat
Es un pez de mar, de clima templado, y asociado a los arrecifes de coral. Se le encuentra en lechos de algas y cerca de la base de algas rojas, en arrecifes rocosos superficiales.

## Distribución geográfica
Se encuentra en el Japón e Indochina, y el también en el Índico central y occidental.
Es especie nativa de Japón, Mozambique, Nueva Caledonia, Palaos y Vietnam.